# تصريف المياه المرصوف

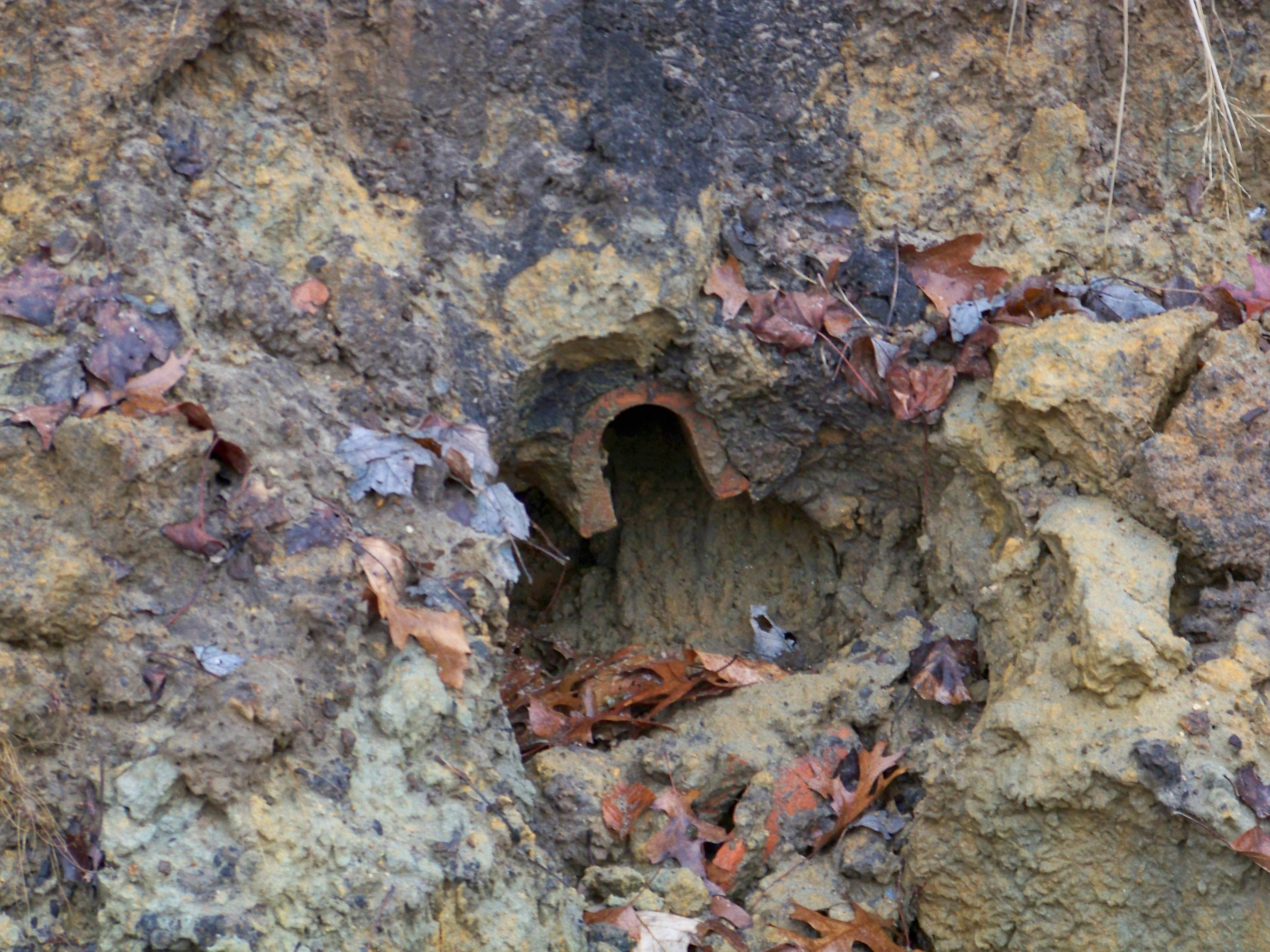

في مجال الزراعة، تصريف المياه المرصوف هو شكل من أشكال تصريف المياه يزيل المياه الفائضة من التربة تحت السطح، في حين أن الري هو الممارسة الهادفة إلى تزويد التربة بمياه إضافية عندما تكون شديدة الجفاف بشكل طبيعي. يمكن لتصريف المياه أن يقلل من رطوبة التربة، ومن ثم زيادة كمية المسامات الهوائية فيه. في حين يمكن تصريف المياه السطحية من خلال الضخ أو البرك السطحية أو كليهما، فإن تصريف المياه المرصوف في معظم الحيان هو الممارسة المفضلة من أجل تصريف المياه من مخازنها العميقة في التربة.
تُشتق كلمة «تصريف المياه المرصوف» من تركيبه الأصلي المكون من بلاطات الصلصال المحروق (مثل السيراميك)، التي تشابه أنابيب الطين النضيج على الرغم من أنها ليست دومًا مصنوعة بشكل أنابيب. في القرن التاسع عشر، كثيرًا ما كانت البلاطات القنوية هلالية الشكل توضع بشكل قوس على بلاطة مسطحة، وسُميت هاتان القطعتان «الوجه» و«النعل» على الترتيب. في يومنا هذا، يتخذ تصريف المياه المرصوف أشكالًا مختلفة من النموذج الأصلي الذي يعمل بالطريقة ذاتها. بشكل عام، يُستخدم نظام تنبيب مكون من البولي إيثيلين عالي الكثافة (إتش دي بي إي) والكلوريد متعدد الفاينيل (بي في سي) معروف باسم «الخط المرصوف»، رغم أن بلاطات الخرسانة مسبقة الصنع والسيراميك ما يزالان قيد الاستخدام.
يؤدي فائض المياه الجوفية إلى نتائج عكسية على الزراعة لأنه يملأ مسامات التربة ويُخليها من الهواء الموجود ضمنها. تحتاج جذور النباتات إلى كمية من الهواء من أجل الحياة والنمو، ومن ثم يمنعها فائض المياه الجوفية من النمو، ويسبب تعفنها وموتها إذا حُرمت من الهواء لمدة طويلة. تؤدي هذه الأضرار اللاحقة بجذور المحاصيل إلى تثبيط نمو هذه المحاصيل فوق الأرض أو قتل تلك النباتات.
بالإضافة إلى ذلك، وبعيدًا عن الأذية التي تصيب جذور المحاصيل، من الأسباب الهامة الأخرى وراء إجراء التصريف نذكر أن فائض المياه في التربة يعيق الوصول إليها والحركة ضمنها، خصوصًا بالنسبة للآليات الثقيلة: تغوص المركبات الآلية والمقطورات في التربة الرطبة بشكل قد يمنعها من الحركة. تُعتبر إمكانية وصول المركبات إلى الأرض الزراعية أمرًا شديد الأهمية لأن معظم الزراعات الحديثة تعتمد على استخدام الآليات الثقيلة من أجل حصاد المحاصيل، وزراعة البذور، وحرث الأرض بعد زراعتها، وإضافة السماد، ورش المبيدات العشبية والحشرية.

## زيادة المحاصيل النباتية
تحتاج معظم المحاصيل إلى ظروف محددة من رطوبة التربة، فهي لا تنمو بشكل جيد في التربة الرطبة الموحلة. حتى في التربة غير الموحلة، فإن جذور معظم النباتات لا تتجاوز السوية المائية الباطنية بكثير. في بداية موسم النمو عندما يكون الماء وافرًا، تكون النباتات صغيرة ولا تحتاج إلى الكثير من المياه. خلال هذا الوقت، لا تحتاج النباتات إلى إنماء جذورها بهدف الوصول إلى المياه في التربة. مع استمرار النبات بالنمو واستهلاك المزيد والمزيد من المياه يصبح الماء أندر. خلال هذا الوقت، تبدأ السوية المائية في التربة بالانخفاض، ومن ثم تحتاج النباتات إلى إنماء الجذور من أجل الوصول إلى المياه الجوفية. خلال فترات الجفاف، تنخفض سوية المياه الجوفية في التربة بسرعة أكبر من تلك التي تنمو بها الجذور، ما قد يلحق ضررًا شديدًا بهذه النباتات.
من خلال تركيب نظام تصريف المياه المرصوف، تُخفض السوية المائية بشكل فعال، وتتمكن النباتات من إنماء جذورها بشكل فعال. يسمح نقص إشباع الماء في التربة للأكسجين بالوصول إلى مسامات التربة لتستهلكه خلايا الجذور. تمنع هذه التقنية الجذور من الوقوع تحت السوية المائية خلال فترات الرطوبة والأمطار حامية إياها من الأذى الناتج عن الإغراق. من خلال استخلاص الماء الزائد، تستخدم النباتات المياه التي تصل جذورها إليها بشكل أكثر فاعلية. يمكن اختصار الفائدة الاقتصادية الناتجة عن تصريف المياه المرصوف بأنه يجبر النباتات على إنماء جذور أكثر، ومن ثم يمكن لها امتصاص كمية أكبر من الماء والعناصر المغذية.
يمكن تطبيق المبدأ ذاته على أواني النباتات المنزلية؛ تفرغ فتحات التصريف الموجودة في أسفل الوعاء فائض المياه الإضافية منه، وذلك من أجل تمكين الهواء من ملء المسامات والوصول إلى الجذور التي كانت لتتعفن وتموت لو حُرمت من الهواء غرقًا في المياه الجوفية الفائضة. يمكن لتركيب نظام تصريف المياه المرصوف في حقل بشكل شبكة أن يحقق التأثير ذاته بالنسبة إلى حقل مساحته عدة مئات من الفدادين.